# يوري بوغدانوفيتش
يوري بوغدانوفيتش (بالروسية: Богданович, Юрий Николаевич)‏ (و. 1849 – 1888 م) هو سياسي من الإمبراطورية الروسية، توفي في شليسلبورغ، عن عمر يناهز 39 عاماً.